# Sabacon simbuakhola
Espèce
Sabacon simbuakhola est une espèce d'opilions dyspnois de la famille des Sabaconidae.

## Distribution
Cette espèce se rencontre au Népal dans le district de Taplejung et en Inde au Sikkim.

## Description
Les mâles mesurent de 1,9 à 2,5 mm et les femelles de 2,1 à 2,5 mm.

## Systématique et taxinomie
Cette espèce a été décrite par Martens en 2015.

## Étymologie
Son nom d'espèce lui a été donné en référence au lieu de sa découverte, la vallée de Simbua Khola.

## Publication originale
- Martens, 2015 : « Sabacon Simon, 1879 in the Palaearctic: A survey of new and known species from France, Nepal, India, China, Russia and Japan (Arachnida: Opiliones: Sabaconidae). » Biodiversität und Naturausstattung im Himalaya V, Naturkundemuseum, Erfurt, p. 167–210.